# William McPherson Allen
William McPherson Allen (Lolo, 1º settembre 1900 – Seattle, 28 ottobre 1985) è stato un dirigente d'azienda e avvocato statunitense.

## Biografia
Nacque a Lolo, nel Montana, il 1 settembre 1900, figlio di Charles Maurice, un ingegnere minerario, e Gertrude Maud Hughes, di professione fruttivendola. Dopo la scuola preparatoria a Missoula, nel Montana, si arruolò nell'esercito per un breve periodo durante la prima guerra mondiale, e dopo aver frequentato l'Università del Montana, passò alla Harvard Law School dove si laureò nel 1925. Pur facendo parte dello studio legale di Seattle Donworth, Todd & Higgins, nel 1930 entrò a far parte del Consiglio di amministrazione della Boeing Air Transport. L’anno successivo divenne membro del Consiglio della Boeing Airplane Company come consulente aziendale. 
Dopo la morte del Presidente della Boeing Philip G. Johnson avvenuta nel 1944, il Presidente del consiglio di amministrazione Clairmont L. Egtvedt fu incaricato di nominare il suo sostituto. Ritenendo che nessuno degli ingegneri anziani della compagnia avesse una base sufficientemente ampia per dirigerla, il 23 marzo 1945 si rivolse a lui. Considerandosi non qualificato per gestire la società di produzione aeronautica, in un primo momento rifiutò l'offerta, ma successivamente la accettò, assumendo l’incarico di Presidente il 1 settembre dello stesso anno.
Nell’immediato dopoguerra avviò il lancio del quadrimotore da trasporto Boeing 377 Stratocruiser. Nel 1952 autorizzò la costruzione del velivolo da trasporto civile a reazione Boeing 367-80 che fu poi alla base dell’aerocisterna destinata all'USAF KC-135 Stratotanker. Decisivo fu il suo impulso al lancio dello sviluppo del successivo Boeing 707. Nel 1959 fu fautore dell'acquisto della Vertol Aircraft Company in Pennsylvania, e ciò consentì alla Boeing di entrare nel mondo della produzione di elicotteri. Partecipò al lancio di altri aerei da trasporto civile di grande fama, tra cui Boeing 727, Boeing 737 e Boeing 747, e all'avvio della progettazione dello sfortunato supersonico Boeing 2707. Sotto il suo mandato la sua società fu una dei protagonisti, sia tecnicamente, che organizzativamente, del programma Apollo portato avanti dalla NASA. La Boeing fu “prime contractor” del programma Lunar Orbiter e del primo stadio del vettore Saturn V.
Nel 1965 fu insignito della "Vermilye Medal" dal Franklin Institute di Filadelfia. Nel 1966 chiese a Malcolm T. Stamper di guidare la produzione del nuovo modello 747 che rappresentava il futuro della compagnia. Si trattava di una monumentale sfida ingegneristica e gestionale, che comprendeva la costruzione del più grande stabilimento del mondo a Everett, nello stato di Washington, un impianto che aveva le dimensioni di 40 campi da calcio. Il 29 aprile 1968 lasciò l’incarico di Presidente della società a Thornton Wilson, assumendo l’incarico di Presidente del Consiglio di amministrazione. e ricoprì tale incarico da 1968 al 1972, quando lasciò il suo incarico per divenire Presidente onorario della società.
Nel 1971 fu insignito del "Tony Jannus Award" per i suoi illustri contributi all'aviazione commerciale. Nel 1975 fu uno dei primi quattro membri viventi ad essere ammessi alla rivista Fortune alla National Business Hall of Fame. Nel 2003 un articolo pubblicato sulla rivista Fortune da Jim Collins, lo classificò tra i 10 più grandi CEO di tutti i tempi. Sofferente della malattia di Alzheimer, si spense il 28 ottobre 1985, all'età di 85 anni. Nel 1927 aveva sposato la figlia del governatore del Montana, signorina Dorothy Dixon, che gli diede due figli. Dopo la morte della prima moglie, avvenuta nel 1943, sposò in seconde nozze, nel 1948, Mary Ellen Agen, da cui non ebbe figli.

## Progetti sviluppati sotto il suo mandato

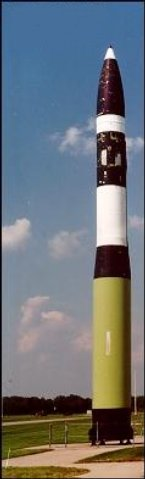
Un missile LGM-30G Minuteman III esposto presso l'United States Air Force Museum di Dayton, Ohio.

- Boeing 377 Stratocruiser
- Boeing B-47 Stratojet
- Boeing B-52 Stratofortress
- Boeing KC-135 Stratotanker
- Boeing C-135 Stratolifter
- Boeing 367-80
- Boeing 707
- Boeing 727
- Boeing 737
- Boeing 747
- Boeing 2707
- Boeing CH-46 Sea Knight
- Boeing CH-47 Chinook
- LGM-30 Minuteman
- CIM-10 Bomarc

### Annotazioni
1. ↑  Dove è diventato membro della Fraternità Sigma Chi.
2. ↑  La fine della seconda guerra mondiale comportò per la Boeing la cancellazione di contratti per un valore di 1,5 miliardi di dollari.

### Fonti
1. 1 2 3 4 5 6 7 8 9 10 11 12 13  Le Fana de l’Aviation Hors Série 6, juillet 2016, p. 32.
2. 1 2 3  Capace 2000, p. 110.
3. 1 2  Capace 2000, p. 109.
4. 1 2  Boeing Model 367-80 - The Dash 80 Retrieved 3 August 2011.
5. 1 2  Nationalaviation.

### Periodici
- (FR) William “Bill”McPherson Allen, in Le Fana de l’Aviation Hors Série, n. 6, Clichy, Editions Lariviere, juillet 2016,  p. 32, ISSN.